# Ковіна
Ковіна (англ. Covina) — місто (англ. city) в США, в окрузі Лос-Анджелес штату Каліфорнія. Населення — 51 268 осіб (2020). Ррозташоване за 35 кілометрів на схід від Лос-Анджелеса. Гасло Ковіни — «Одна квадратна миля, і все тут» (англ. One Mile Square and All There) — було прийняте ще тоді, коли включена територія міста займала одну квадратну милю. Ковіна часто плутають з містом Вест-Ковіна, яке більше за територією та населенням і розташоване трохи південніше та західніше.

## Географія
Ковіна розташована за координатами 34°5′26″ пн. ш. 117°52′56″ зх. д. / 34.09056° пн. ш. 117.88222° зх. д. (34.090475, -117.882143).  За даними Бюро перепису населення США в 2010 році місто мало площу 18,24 км², з яких 18,20 км² — суходіл та 0,04 км² — водойми. Висота центру населеного пункту дорівнює 170 метрам над рівнем моря.
Ковіна межує з Ірвіндейлом, Болдвін-Парком та Вінсентом на заході, з Азусом та Глендорою на півночі, з Чартер-Оаком на північному сході, з Сан-Дімасом на сході, з Вал-Верде та Помоною на південному сході.

## Демографія

### Перепис 2010
Згідно з переписом 2010 року, у місті мешкало 47 796 осіб у 15 855 домогосподарствах у складі 11 818 родин. Густота населення становила 2621 особа/км².  Було 16576 помешкань (909/км²).
Расовий склад населення:
| - 58,5 % — білих - 11,9 % — азіатів - 4,2 % — чорних або афроамериканців - 1,1 % — корінних американців - 0,2 % — вихідців з тихоокеанських островів - 19,3 % — осіб інших рас |

До двох чи більше рас належало 4,8 %. Частка іспаномовних становила 52,4 % від усіх жителів.
За віковим діапазоном населення розподілялося таким чином: 24,9 % — особи молодші 18 років, 63,4 % — особи у віці 18—64 років, 11,7 % — особи у віці 65 років та старші. Медіана віку мешканця становила 35,7 року. На 100 осіб жіночої статі у місті припадало 93,3 чоловіків;  на 100 жінок у віці від 18 років та старших — 89,5 чоловіків також старших 18 років.
Середній дохід на одне домашнє господарство  становив 78 958 доларів США (медіана — 64 813), а середній дохід на одну сім'ю — 86 185 доларів (медіана — 72 701). Медіана доходів становила 51 176 доларів для чоловіків та 40 844 долари для жінок. За межею бідності перебувало 10,9 % осіб, у тому числі 14,2 % дітей у віці до 18 років та 9,6 % осіб у віці 65 років та старших.
Цивільне працевлаштоване населення становило 22 228 осіб. Основні галузі зайнятості: освіта, охорона здоров'я та соціальна допомога — 22,6 %, роздрібна торгівля — 13,7 %, науковці, спеціалісти, менеджери — 11,4 %, мистецтво, розваги та відпочинок — 9,4 %.

### Перепис 2000
За даними перепису 2000 року, населення Ковіни становить 46 837 осіб, 15 971 домогосподарство та 11 754 сімей, що проживають в місті. Густота населення дорівнює 2 594,5 чол/км. У місті 16 364 одиниці житла із середньою щільністю 906,5 од/км². Расовий склад міста включає 62,10% білих, 5,03% чорних або афроамериканців, 0,90% корінних американців, 9,82% азіатів, 0,21% вихідців з тихоокеанських островів, 17,18% представників інших рас та 4,78% представників двох і більше рас. 40,29% з усіх рас — латиноамериканці.
З 15 971 домогосподарства 38,4% мають дітей віком до 18 років, 51,6% є подружніми парами, які проживають разом, 16,3% є жінками, що живуть без чоловіків, а 26,4% не мають родини. 20,8% всіх домогосподарств складаються з окремих осіб, в 7,7% домогосподарств проживають самотні люди у віці 65 років та старше. Середній розмір домогосподарства склав 2,89, а середній розмір родини — 3,36.
У місті проживає 28,1% населення у віці до 18 років, 9,5% від 18 до 24 років, 31,1% від 25 до 44 років, 20,4% від 45 до 64 років, і 10,9% у віці 65 років та старше. Середній вік населення — 34 роки. На кожні 100 жінок припадає 92,0 чоловіків. На кожні 100 жінок у віці 18 років та старше припадає 87,0 чоловіків.
Середній дохід на домашнє господарство склав $48 474, а середній дохід на сім'ю $55 111. Чоловіки мають середній дохід в $40 687 проти $32 329 у жінок. Дохід на душу населення дорівнює $20 231. Близько 8,9% сімей і 11,6% всього населення мають дохід нижче прожиткового рівня, у тому числі 15,4% з них молодше 18 років і 6,9% від 65 років та старше.

## Відомі особистості
- Едвард Фредерік Андерсон — американський ботанік, професор біології в Вітманівському коледжі, член Робочої групи Міжнародної організації з вивчення сукулентних рослин (IOS), віце-президент, президент, а потім секретар цієї організації.
- Вінс Ніл — американський музикант.
- Корі Фултон Лайдла — американський праворукий пітчер.
- Джоан Джетт — відома американська рок-музикантка, гітаристка, вокалістка, продюсер та автор пісень, актриса.
- Еліс Ремсі — автомобілістка-довгожителька, відома тим, що стала першою жінкою в світі, яка перетнула США від океану до океану, керуючи автомобілем, і перша жінка, чиє ім'я увічнене в Автомобільному залі слави. Померла в місті на 97-му році життя.

## Міста-побратими
- Халапа-Енрікес